# Ерман (село)
Ерман (осет. Ерман) — горное селение в Дзауском районе Южной Осетии.

## География
Селение Ерман расположено по обоим берегам реки Эрманидон, на высоте около 2100 м над уровнем моря, на северо-востоке Южной Осетии.

## История
Селение Ерман находится в исторической области Урс-Туалта, в наиболее труднодоступной её части. 
Селение исторически состоит из трёх сёл:
- Верхний Ерман (осет. Уæллаг Ерман, груз. ზემო ერმანი — Земо-Ермани)
- Средний Ерман (осет. Астæуккаг Ерман, груз. შუა ერმანი — Шуа-Ермани)
- Нижний Ерман (осет. Дæллаг Ерман, груз. ქვემო ერმანი — Квемо-Ермани)

В селении сохранились несколько фамильных башен и святилища Цыргъы дзуар (Остроконечное святилище) и Сырхы дзуар (Святилище красного).

## Население
В селении проживали Фарниевы, Хамицаевы, Короевы, Чочиевы, Джелиевы, Туаевы, Тибиловы, Шавлоховы, Битаровы.

## Экономика и туризм
Основным родом занятия местного населения является животноводство.
В селе  c 2012 года развит горный этнотуризм.

## Известные уроженцы
- Короев, Давид Григорьевич (1890—1924) — осетинский поэт и драматург.

### Топографические карты
- Лист карты K-38-53 пер. Крестовый. Масштаб: 1 : 100 000. Состояние местности на 1987 год. Издание 1989 г.